# Брайън О'Лиъри
Браян Тод О'Лиъри (на английски: Brian Todd O'Leary) е американски учен и астронавт на НАСА.

## Образование
Браян О'Лиъри завършва колеж в Белмънт, Масачузетс през 1957 г. През 1961 г. става бакалавър по физика в колежа Уилямс, Уилямстаун, Масачузетс. През 1964 г. става магистър по астрономия в Джорджтаунския университет, Вашингтон. През 1967 г. защитава два доктората в университета Бъркли, Калифорния: по философия и астрономия.

## Служба в НАСА
Браян О'Лиъри е избран за астронавт от НАСА на 4 август 1967 г., Астронавтска група №6. О'Лиъри е първият астронавт в света, избран за мисия до Марс. Полетът е планиран за 1980 г. Поради значителни технически и технологични проблеми и най-вече поради огромната цена на такова начинание проектът е изоставен от НАСА в края на 1968 г. Браян О'Лиъри не получава назначение в лунната програма и напуска НАСА по същото време.

## След НАСА
След като напуска НАСА, Б. О'Лиъри се отдава на научна дейност. От 1971 до 1972 г. е преподавател в университета Бъркли, Калифорния; от 1972 до 1975 г. - в Хемпширския университет, Ню Хемпшир; от 1976 до 1981 г. - в университета Принстън. Изявява се и като политически анализатор. Умира от рак на дебелото черво на 28 юли 2011 г. на 71-годишна възраст.